# Eriborus perfidus
Eriborus perfidus là một loài tò vò trong họ Ichneumonidae.